# Eusiphona cooperi
Eusiphona cooperi is een vliegensoort uit de familie van de Milichiidae. De wetenschappelijke naam van de soort is voor het eerst geldig gepubliceerd in 1955 door Sabrosky.